# Misson
Misson è un comune francese di 724 abitanti, situato nel dipartimento delle Landes nella regione della Nuova Aquitania.

## Società

### Evoluzione demografica
Abitanti censiti